# Regulamentação da mídia na França
A regulamentação da mídia na França iniciou-se no fim do século XIX, quando este país adotou a mais antiga Lei de Imprensa ainda em vigor no mundo, em 29 de julho de 1881. O marco regulatório francês teve grande influência sobre países europeus, como a Itália, a Espanha e Portugal, que adotaram medidas jurídicas semelhantes algum tempo depois. O atual órgão regulatório da mídia francesa é a Autorité de Régulation des Communications Electroniques et des Postes (Arcep), fundada em 2005, em substituição à Autorité de Régulation des Télécommunications (ART), surgida em 1995.

## Caracterização
A Lei de Imprensa francesa de 29 de julho de 1881 garante a liberdade de expressão e a livre circulação de jornais, sem regulação governamental. O mesmo é válido para a internet. A lei, entretanto, estabelece limites aos órgãos de imprensa, garantindo a possibilidade de ações judiciais em casos de infâmia e difamação (publicação de informações prejudiciais à reputação de alguém, sem base em fatos concretos). A lei também proíbe que grupos de mídia controlem mais do que 30% da mídia impressa diária. São igualmente proibidas as incitações ao crime, à discriminação, ao ódio e à violência. Em casos de discriminação, a lei prevê multa de até 45 mil euros ou detenção.
No que se refere aos meios audiovisuais, a França adota uma previsão legal que visa garantir maior participação da sociedade civil na mídia. É o chamado "direito de antena", que garante que seja cedido espaço na mídia para movimentos organizados e instituições representativas da sociedade civil. Essa mesma previsão legal está presente em países como a Alemanha, Espanha, Portugal e Países Baixos.
A França conta com uma agência reguladora independente para os meios audiovisuais, o Conselho Superior do Audiovisual (CSA). Este órgão é responsável por apontar os diretores dos canais de televisão públicos e por outorgar licenças para o setor privado, de até 5 anos para os rádios e de até 10 anos para os canais de televisão. O órgão também é responsável por monitorar o cumprimento das obrigações por parte da mídia, como a função educativa e a proteção aos direitos autorais. O descumprimento ocasiona a aplicação de multas. O Conselho Superior do Audiovisual é composto por nove conselheiros, dos quais três são indicados pelo Presidente da República Francesa, três são indicados pelo Senado e os outros três são indicados pela Câmara dos Deputados.
É também atribuição do CSA a missão de garantir que os meios audivisuais reflitam e preservem a diversidade da cultura nacional. Dessa forma, o CSA exige que as outorgas de TVs e rádios obedeçam ao critério de pluralismo político (abrangendo desde anarquistas e socialistas até segmentos ligados à extrema-direita) e que as minorias estejam representadas. O CSA também estabelece, para as rádios, cotas mínimas de músicas francesas a serem radiodifundidas. Pela lei, 60% da programação das rádios tem de ser de origem européia, sendo 40% de origem francesa.